# Park Narodowy Matusadona
Park Narodowy Matusadona – park narodowy w północnym Zimbabwe, położony w regionie Maszona Zachodnia. Park obejmuje powierzchnie  1 470 km2. Od północy graniczy z jeziorem Kariba. Na terenie parku żyją lwy, leopardy, bizony, zebry, słonie, hipopotamy i kilka gatunków antylop. Parkiem od 2019 roku zarządza organizacja pozarządowa African Parks. W parku żyje około 2000 słoni.

## Historia
Na stworzenie parku wpływ miała konstrukcja Zapory Kariba w 1957 roku. W 1958 roku obszar został objęty ochroną, w 1963 utworzono rezerwat przyrody (game reserve), w 1975 park narodowy. Pomimo utworzenia strefy ochronnej na tym terenie miało miejsce kłusownictwo. W jego wyniku drastycznie zmniejszona została populacja nosorożców, zarówno w parku jak i w całym Zimbabwe. W odpowiedzi na to zjawisko władze powołały specjalny program ochrony nosorożców na terenie parku.